# Torneo UEMOA 2011
El Torneo UEMOA 2011 fue la quinta edición de este torneo de fútbol a nivel de selecciones nacionales de África Occidental organizado por la WAFU y que contó con la participación de 8 países de la región.
El anfitrión Senegal venció en la final a Malí en Níger para ser campeón del torneo por segunda vez.

## Fase de grupos

### Grupo A
| País            | J | G | E | P | GF | GC | GD | Pts |
| --------------- | - | - | - | - | -- | -- | -- | --- |
| Senegal         | 3 | 2 | 1 | 0 | 5  | 1  | 4  | 7   |
| Burkina Faso    | 3 | 1 | 2 | 0 | 2  | 0  | 2  | 5   |
| Togo            | 3 | 1 | 0 | 2 | 2  | 5  | −3 | 3   |
| Costa de Marfil | 3 | 0 | 1 | 2 | 1  | 4  | −3 | 1   |

| 30 de octubre de 2011 | Senegal                                 | 3-0     | Togo | Stade Léopold Senghor, Dakar |  |
|                       | Pape Cire Dia 19' 54' · Aliou Cissé 82' | Reporte |      |                              |  |

| 30 de octubre de 2011 | Costa de Marfil | 0-0 | Burkina Faso | Stade Léopold Senghor, Dakar |  |
|                       |                 |     | Bessan       |                              |  |

| 1 de noviembre de 2011 | Togo | 0-2     | Burkina Faso             | Stade Léopold Senghor, Dakar |  |
|                        |      | Reporte | Nii Plange 14' 71' (pen) |                              |  |

| 1 de noviembre de 2011 | Senegal                  | 2-1     | Costa de Marfil | Stade Léopold Senghor, Dakar |  |
|                        | Soumare 8' · Kidiera 87' | Reporte | Griffits 11'    |                              |  |

| 3 de noviembre de 2011 | Burkina Faso | 0-0     | Senegal | Stade Léopold Senghor, Dakar |  |
|                        |              | Reporte |         |                              |  |

| 3 de noviembre de 2011 | Costa de Marfil | 0-2     | Togo                                     | Stade Léopold Senghor, Dakar |  |
|                        |                 | Reporte | Kondo Arimiyao 14' · Alikem Segbefia 90' |                              |  |

### Grupo B
| País          | J | G | E | P | GF | GC | GD | Pts |
| ------------- | - | - | - | - | -- | -- | -- | --- |
| Malí          | 3 | 2 | 1 | 0 | 5  | 2  | 3  | 7   |
| Níger         | 3 | 1 | 2 | 0 | 4  | 3  | 1  | 5   |
| Benín         | 3 | 1 | 1 | 1 | 4  | 2  | 2  | 4   |
| Guinea-Bissau | 3 | 0 | 0 | 3 | 2  | 8  | −6 | 0   |

| 30 de octubre de 2011 | Níger           | 1-1     | Benín        | Stade Léopold Senghor, Dakar |  |
|                       | Gomo 41' (a.g.) | Reporte | Diomande 76' |                              |  |

| 30 de octubre de 2011 | Malí                                 | 3-1     | Guinea-Bissau | Stade Léopold Senghor, Dakar |  |
|                       | Konate 21' · Diallo 66' · Moussa 80' | Reporte | Vieira 90+1'  |                              |  |

| 1 de noviembre de 2011 | Benín                                    | 3-0     | Guinea-Bissau | Stade Léopold Senghor, Dakar |  |
|                        | Dossou 7' · Loute 35' · Seidi 75' (a.g.) | Reporte |               |                              |  |

| 1 de noviembre de 2011 | Níger     | 1-1     | Malí              | Stade Léopold Senghor, Dakar |  |
|                        | Keita 20' | Reporte | Moussa 67' (pen.) |                              |  |

| 3 de noviembre de 2011 | Guinea-Bissau | 1-2     | Níger                  | Stade Léopold Senghor, Dakar |  |
|                        | Nhaga 65'     | Reporte | Souna 29' · Moussa 62' |                              |  |

| 3 de noviembre de 2011 | Malí      | 1-0     | Benín | Stade Léopold Senghor, Dakar |  |
|                        | Cisse 14' | Reporte |       |                              |  |

## Final
| 6 de noviembre de 2011 | Senegal     | 1-0     | Malí | Stade Léopold Senghor, Dakar |  |
|                        | Badji 90+4' | Reporte |      |                              |  |

## Campeón
| Torneo UEMOA 2011  |
| ------------------ |
| Bandera de Senegal |
| Senegal 2.º título |

| Predecesor: 2010 | Torneo UEMOA 2011 | Sucesor: 2013 |

- Datos: Q4622724